# 辽西杜鹃
辽西杜鹃（学名：Rhododendron liaoxiense）为杜鹃花科杜鹃花属下的一个种。

## 扩展阅读
- 維基物種上的相關：辽西杜鹃